# Alexander Kharchikov
Aleksandr Anatolievich Kharchikov (Ruso: Александр Анатольевич) (Óblast de Penza, Unión Soviética, 21 de enero de 1949-7 de enero de 2023) fue un poeta e intérprete de canciones ruso, con contenido comunista, nacionalista, soviético y antisemita.

## Biografía
Nacido en 1949 en el pueblo de Kensha, distrito de Nikolsky, región de Penza. Graduado de la escuela secundaria en Saransk,  Mordovia. Desde el 15 de septiembre de 1966 al 15 de noviembre de 1969, sirvió en la Armada de la URSS (comenzó como cadete en la Universidad de la Fuerza Aérea Militar Dzerzhinsky y terminó su servicio en la unidad militar 87125) y en 1968-69 participó en las hostilidades en Egipto (tiene un certificado veterano de guerra). Durante su servicio y estudio, fue secretario de la organización Komsomol de la unidad de combate, comandante y comisario de destacamentos de construcción de estudiantes. Posteriormente, se graduó de la educación superior: en 1974 se graduó de la Universidad Estatal de Mordovia en la ciudad de Saransk con un título en Electrónica Industrial. Al graduarse y hasta marzo de 2001, trabajó en diversos puestos de ingeniería en las fábricas Kuztekstilmash (Kuznetsk, región de Penza), Electrovypryamitel y Medicines (Saransk), en la planta de Sokol Leningrad, en LLC. "NevoKom".
Actualmente vive en San Petersburgo . El 28 de julio de 2007 encabezó el movimiento “17 de marzo”, cuyo propósito era implementar los resultados del referéndum del 17 de marzo de 1991 sobre la preservación de la URSS. (En 2013 pasó a llamarse Movimiento de Toda la Unión "Por la Patria con Stalin: ¡adelante!").

## Respuestas al trabajo de Kharchikov
Kharchikov se incluyó en el diccionario de tres volúmenes "Literatura rusa del siglo XX: prosistas, poetas, dramaturgos", publicado por el Instituto de Literatura Rusa de la Academia de Ciencias de Rusia en 2005. Kharchikov se menciona en la "Enciclopedia del pueblo ruso", compilada bajo la dirección general de Oleg Platonov y publicada en 2003.
La politóloga A. Mitrofanova publicó el libro "Canciones de la resistencia rusa", que analiza la obra de A. Kharchikov y llega a una conclusión sobre la importancia de su poesía como "un fenómeno de la cultura rusa de nuestro tiempo". Járchikov como poeta, compositor e intérprete es el tema del folleto periodístico del profesor, doctor en filosofía L. I. Chernyshova "¡Todavía hay héroes del pueblo ruso, hay generales del espíritu!" (2005) y el libro del Doctor en Ciencias Políticas A. V. Mitrofanova "Canciones de hombres reales" (2008).
Según los publicistas de izquierda V. Shapinov y O. Torbasov, "Estas canciones (Kharchikova) son un reflejo de la miseria y las limitaciones del movimiento nacional-patriótico, han absorbido toda la inercia, el absurdo del movimiento nacido muerto". Los autores señalan que "en primer lugar, las canciones de A. Kharchikov se distinguen por el antisemitismo zoológico". En su opinión, “lo más repugnante de Kharchikov no son ni siquiera sus opiniones medievales, sino la vulgaridad y mediocridad ilimitadas de sus canciones”. Objeción a ellos, el partidario de Kharchikov V. V. Vinogradov señala que Kharchikov es un bardo ruso, un tribuno del pueblo y un patriota.
En marzo de 2012, los expertos reconocieron la canción de Alexander Kharchikov "Los judíos no siembran pan" como extremista. La fiscalía envió los materiales del examen al tribunal, que coincidió con la conclusión de los peritos e incluyó el trabajo en la lista federal de materiales extremistas.